# Illa del Nord
L'illa del Nord (en maori Te Ika-a-Māui, en anglès North Island) és una de les dues illes principals de Nova Zelanda, i es troba separada de l'illa del Sud per l'estret de Cook. Amb 113.729 km², és la catorzena illa més gran del món. Està situada al Pacífic Sud. De costes molt retallades, el seu relleu és muntanyós i culmina al mont Ruapehu (2.797 m).
Conté algunes de les ciutats més importants de Nova Zelanda, especialment Auckland, al Nord, que n'és la més poblada, i Wellington, la capital, situada a l'extrem meridional de l'illa. A l'illa del Nord hi viuen unes tres quartes parts de la població total de l'estat.
Segons la mitologia maori, tant l'illa del Nord com la del Sud provenen dels temps de Māui, un semidéu. Māui i els seus germans estaven pescant des de la seva canoa (l'illa del Sud) quan va pescar un gran peix i el va treure del mar: aquest peix va esdevenir l'illa del Nord i d'aquí li ve el seu nom maori, Te Ika-a-Māui (el Peix de Māui). Seguint la llegenda, les muntanyes i les valls serien els talls que li haurien anat fent els germans de Māui mentre aquest no mirava.
Fins ben entrat el segle xx, els maoris també anomenaven l'illa Aotearoa, nom que actualment es fa servir per referir-se a tot Nova Zelanda. En alguns mapes del segle xix, l'illa apareix anomenada en anglès New Munster, per la regió irlandesa del mateix nom.

## Denominació i ús
Encara que l'illa es coneix com l'Illa del Nord durant molts anys, el 2009 la Junta Geogràfica de Nova Zelanda va trobar que, juntament amb l'Illa del Sud, l'Illa del Nord no tenia nom oficial. Després d'una consulta pública, la junta va anomenar oficialment illa North Island o Te Ika-a-Māui l'octubre de 2013.
En prosa, les dues illes principals de Nova Zelanda s'anomenen l'illa del nord i l'illa del sud, amb l'article definit. Els mapes, els encapçalaments, les taules i les expressions adjectivals utilitzen North Island sense "el".

### Mitologia maorí
Segons la mitologia maorí, les illes del nord i del sud de Nova Zelanda van sorgir gràcies a les accions del semidéu Māui. Māui i els seus germans estaven pescant amb la seva canoa (l'Illa Sud) quan va agafar un gran peix i el va treure del mar. Mentre no mirava, els seus germans es van barallar pel peix i el van tallar. Aquest gran peix es va convertir en l'illa del nord i, per tant, un nom maori per a l'illa del nord és Te Ika-a-Māui ("El peix de Māui"). Es creu que les muntanyes i les valls es van formar com a resultat del pirateig dels germans de Māui al peix. Fins a principis del segle xx, Aotearoa era un nom alternatiu maorí per a l'illa del Nord. En l'ús actual, Aotearoa és un nom col·lectiu maori per a Nova Zelanda en el seu conjunt.

## Demografia
L'illa del Nord tenia una població estimada de 3.896.200 habitants a juny de 2020.
Des de la conclusió de la febre de l'or d'Otago a la dècada de 1860, el creixement demogràfic de Nova Zelanda ha experimentat una “deriva del nord” constant, ja que els nuclis de població de l’illa del nord han crescut més ràpidament que els de l’illa del sud de Nova Zelanda. Aquesta tendència poblacional ha continuat fins al segle xxi, però a un ritme molt més lent. Tot i que la població de l’illa del Nord continua creixent més ràpidament que l’illa del sud, això es deu únicament a que l’illa del nord té un augment natural més elevat (és a dir, els naixements menys les defuncions) i a la migració internacional; des de finals de la dècada de 1980, el flux migratori intern ha estat de l'illa del nord a l'illa del sud. De l'any a juny de 2020, l'illa del Nord va guanyar 21.950 persones per augment natural i 62.710 persones per migracions internacionals, mentre que va perdre 3.570 persones per migració interna.
Al cens de Nova Zelanda de 2018, el 65,7% dels illencs del Nord es van identificar com a ètnia europea, el 18,5% com a maori, el 17,0% com a asiàtic, el 9,7% com a illencs del Pacífic, l'1,6% com a Orient Mitjà/llatinoamerica/africans i l'1,2% com una altra ètnia (principalment "neozelandesa"). Els totals sumen més del 100%, ja que les persones podien identificar-se amb diverses ètnies.
La proporció d'insulars del Nord nascuts a l'estranger és del 29,3%. Els països estrangers de naixement més freqüents són Anglaterra (15,4% dels residents nascuts a l'estranger), la Xina continental (11,3%), l'Índia (10,1%), Sud-àfrica (5,9%), Austràlia (5,5%) i Samoa (5,3%).

### Principals poblacions

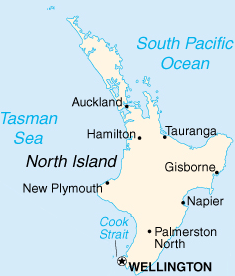
Mapa de l'illa del Nord, amb algunes de les seves ciutats més importants

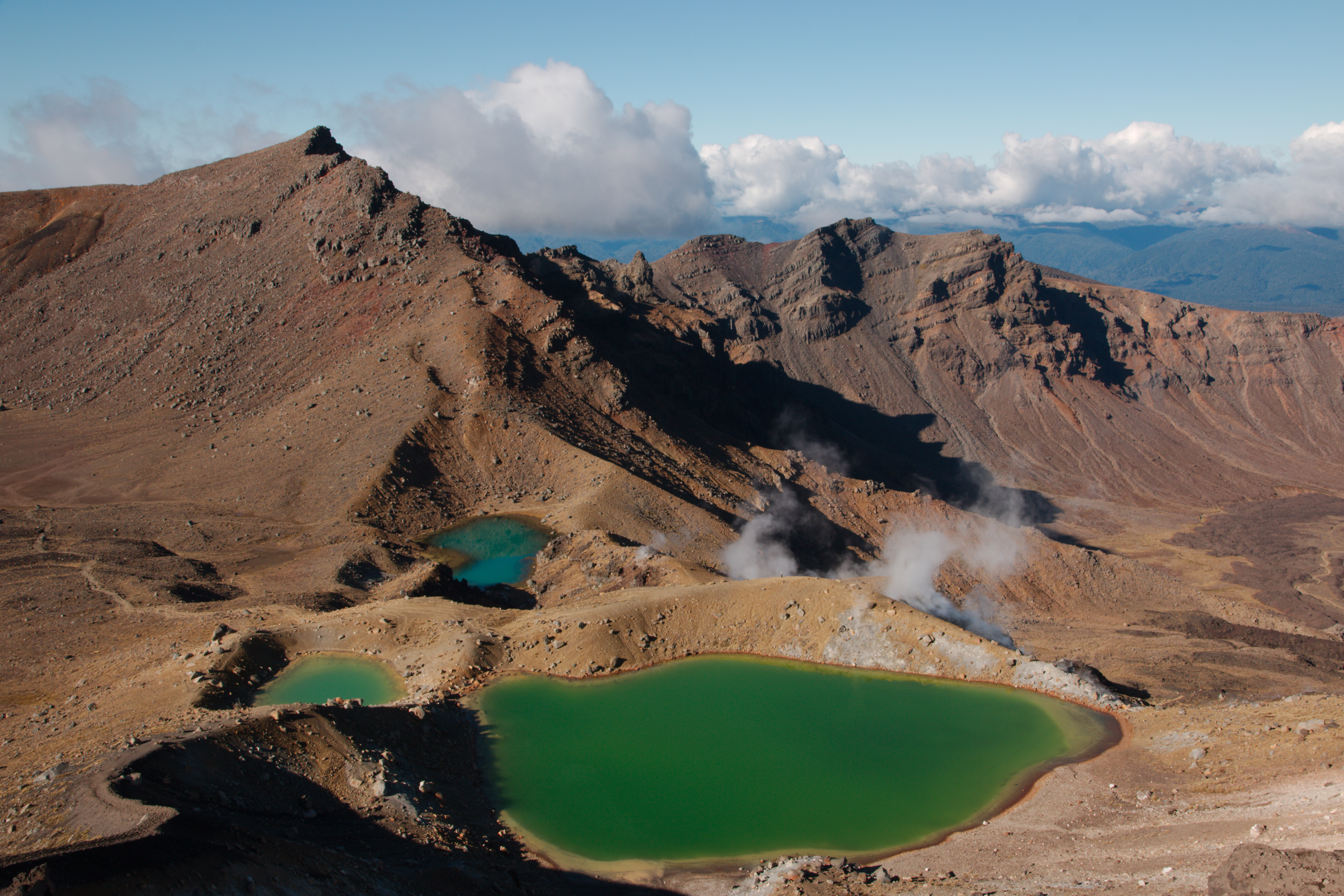
Parc Nacional de Tongariro

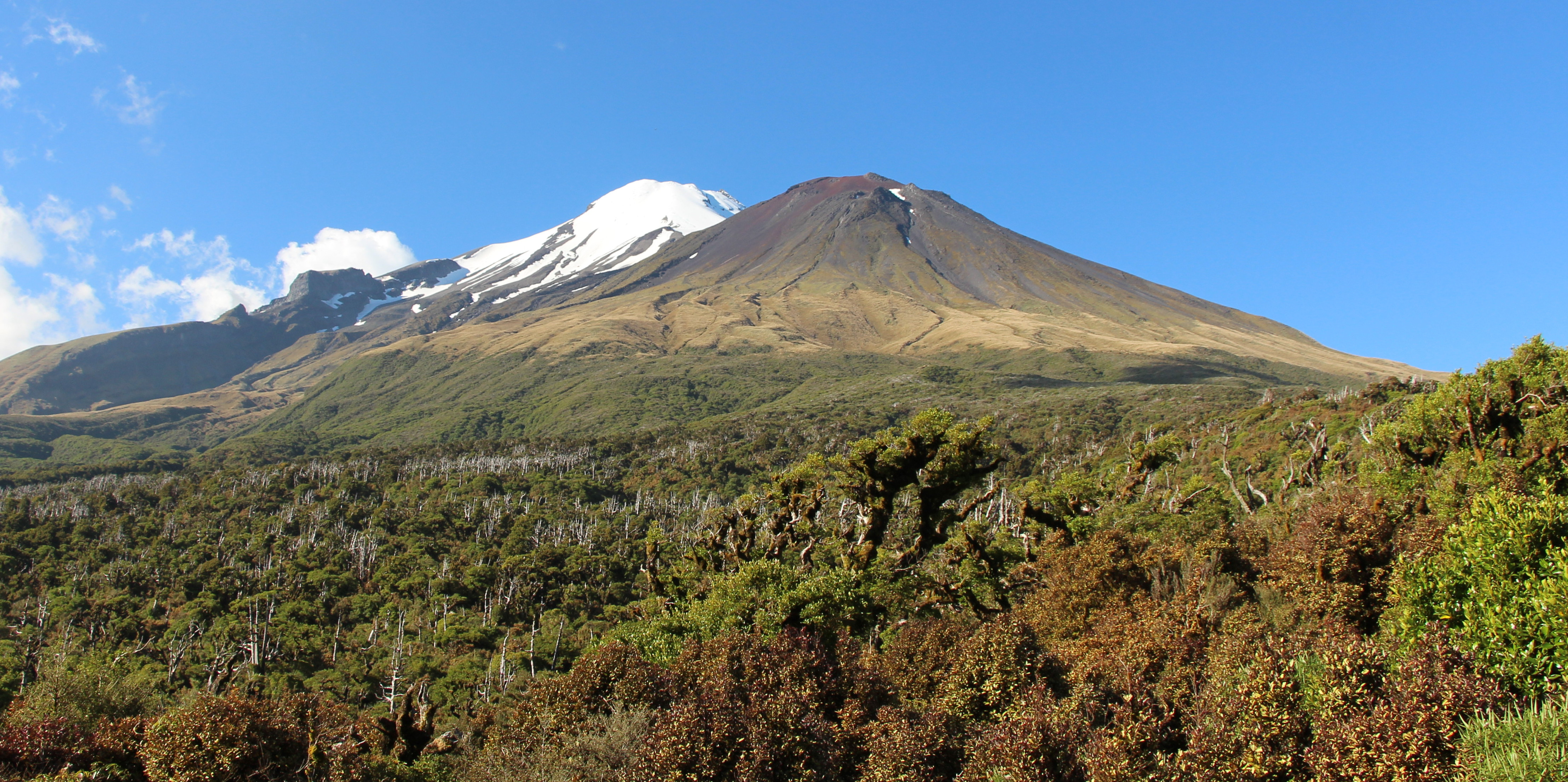
Parc Nacional Egmont

L'illa del Nord és, amb diferència, la més poblada de Nova Zelanda. La ciutat més gran del país, Auckland, i la capital, Wellington, representen gairebé la meitat de la població de l'illa.
Hi ha 28 zones urbanes a l’illa del nord amb una població de 10.000 o més habitants:
| Nom              | Habitants (Juny 2020) | % de l'illa |
| ---------------- | --------------------- | ----------- |
| Auckland         | 1.470.100             | 37.7%       |
| Wellington       | 215.100               | 5.5%        |
| Hamilton         | 176.500               | 4.5%        |
| Tauranga         | 151.300               | 3.9%        |
| Lower Hutt       | 110.700               | 2.8%        |
| Palmerston North | 81.500                | 2.1%        |
| Napier           | 66.300                | 1.7%        |
| Porirua          | 59.600                | 1.5%        |
| New Plymouth     | 57.600                | 1.5%        |
| Rotorua          | 58.500                | 1.5%        |
| Whangarei        | 54.400                | 1.4%        |
| Hibiscus Coast   | 59.800                | 1.5%        |
| Hastings         | 49.000                | 1.3%        |
| Upper Hutt       | 44.300                | 1.1%        |
| Whanganui        | 42.200                | 1.1%        |
| Gisborne         | 37.000                | 0.9%        |
| Paraparaumu      | 30.100                | 0.8%        |
| Pukekohe         | 26.500                | 0.7%        |
| Taupo            | 25.400                | 0.7%        |
| Masterton        | 21.400                | 0.5%        |
| Cambridge        | 20.500                | 0.5%        |
| Levin            | 18.800                | 0.5%        |
| Feilding         | 17.050                | 0.4%        |
| Whakatane        | 16.700                | 0.4%        |
| Havelock North   | 14.900                | 0.4%        |
| Tokoroa          | 14.300                | 0.4%        |
| Te Awamutu       | 13.100                | 0.3%        |
| Waikanae         | 13.650                | 0.4%        |

## Economia
El PIB de l'illa del Nord es va estimar en 102.863 milions de dòlars EUA el 2003, i representava el 79% del PIB nacional de Nova Zelanda.

## Geografia
Durant l'últim període glacial, quan el nivell del mar era més de 100 metres més baix que els nivells actuals, les illes nord i sud estaven connectades per una vasta plana costanera que es va formar a la badia de Taranaki Sud. Durant aquest període, la major part de l'illa del Nord estava coberta de matolls espinosos i boscos, mentre que l'actual península de Northland era una selva tropical subtropical. El nivell del mar va començar a pujar fa 7.000 anys, separant finalment les illes i unint l'estret de Cook amb el mar de Tasmània.

### Badies i característiques costaneres
- Badia de les Illes
- Badia de l'Abundància
- Golf de Hauraki
- Hawke Bay
- Ninety Mile Beach
- Bassa nord de Taranaki
- South Taranaki Big

### Llacs i rius
- Llac Taupo
- Riu Waikato
- Riu Whanganui

### Caps i penínsules
- Península de Coromandel
- Península Northland
- Cap Palliser
- Cap Reinga
- Cap Oriental
- Cap Nord

### Boscos i parcs nacionals
- Parc Nacional d'Egmont
- Parc nacional de Tongariro
- Bosc de Waipoua Kauri
- Parc Nacional de Whanganui

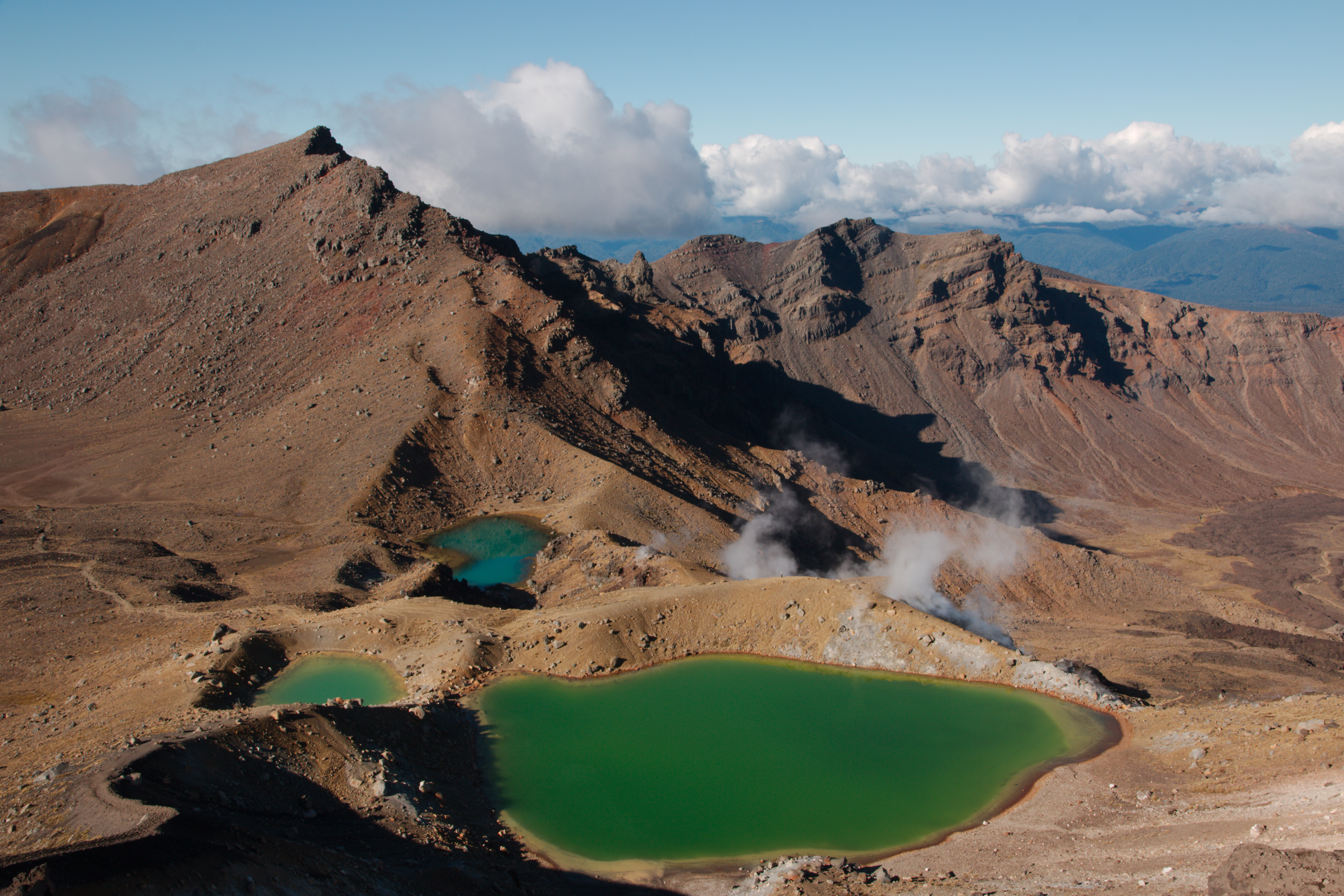
Parc Nacional de Tongariro

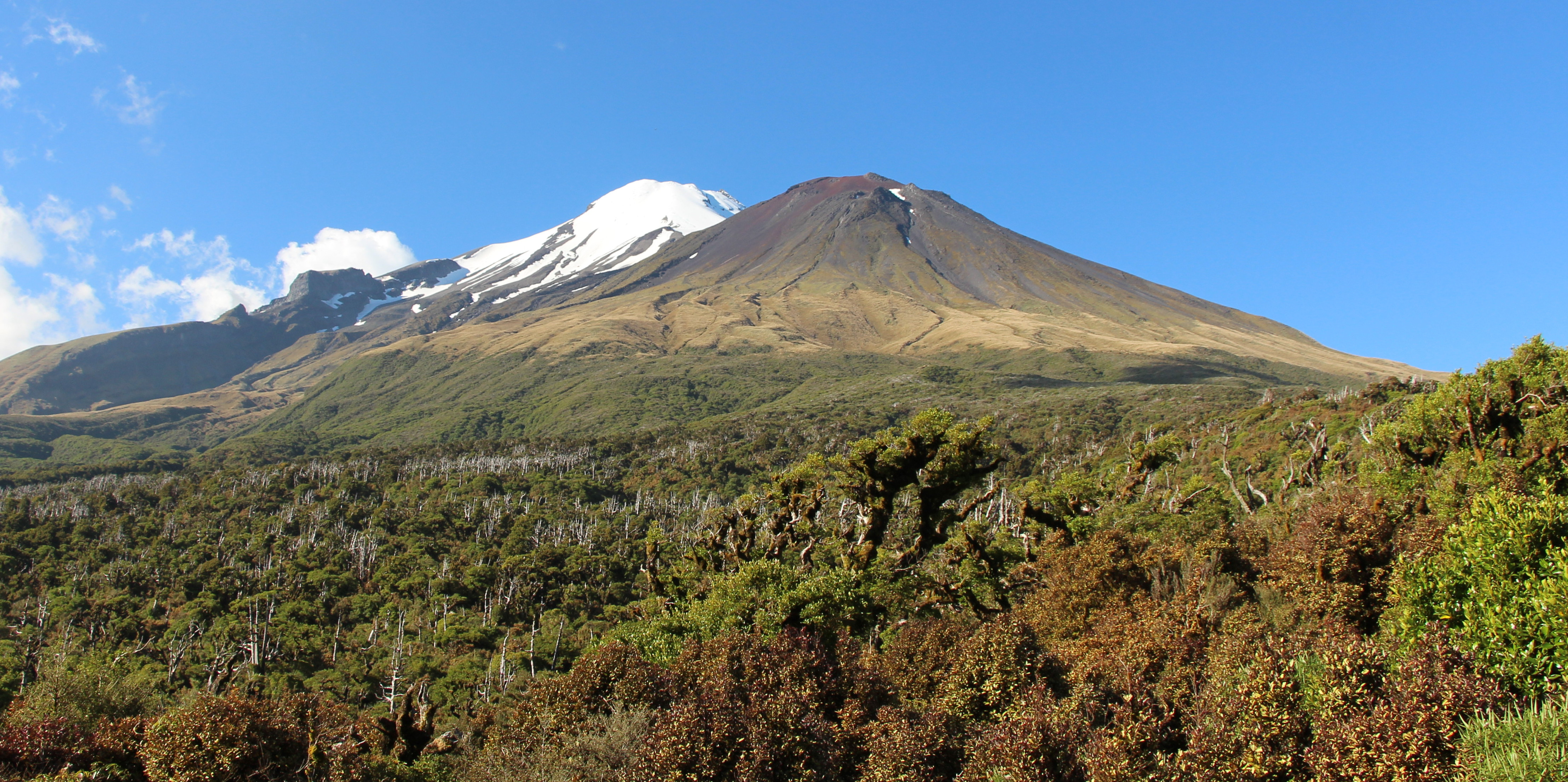
Parc Nacional d'Egmont

- i molts parcs forestals de Nova Zelanda

## Regions

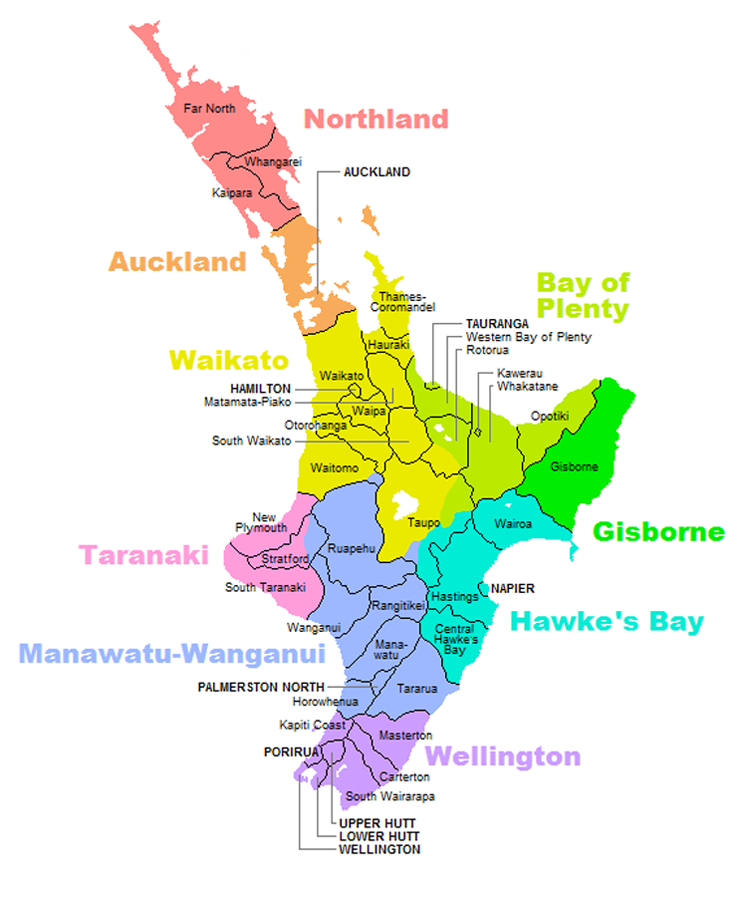
Regions de l'Illa del Nord

L'illa del Nord està dividida en nou regions, que inclouen l'illa principal més les adjacents i les aigües territorials. Són, de nord a sud, les següents:
- Northland
- Auckland
- Bay of Plenty
- Gisborne
- Waikato
- Taranaki
- Manawatu-Wanganui
- Hawkes Bay
- Wellington

## Flora
L'illa del Nord té una flora exuberant i molt diversa. Els nombrosos boscos de l'illa contenen múltiples espècies (rimu, totara.). Òbviament, hi trobem el kauri, un arbre molt impressionant pel seu diàmetre, la seva mida i la seva edat així com falgueres arbòries endèmiques, els kaponga que formen part dels símbols nacionals.

## Fauna salvatge

### Espècies terrestres

#### Espècies amenaçades i extingides
Fa uns quants segles es podien veure moltes varietats d'ocells. Amb l'evolució, algunes espècies han perdut les ales i ja no poden volar; és el cas de les moas, espècie extingida, i del kiwi, endèmic i escollit com a emblema nacional. Les rates i els armils portats pels humans són perjudicials per a aquests ocells no voladors, fins i tot provocant l'extinció d'algunes espècies. Els kiwis, en canvi, estan en perill d'extinció i cada cop són més difícils d'observar en estat salvatge.

### Espècies marines
Pel que fa als animals marins, recordarem especialment les balenes i els dofins, entre ells el petit dofí d'Hèctor, el més rar del món i en perill crític d'extinció.